# جانسئوگاک
جانسئوگاک (کره‌ای: 장서각) آرشیوی از تاریخ کره است که توسط آکادمی مطالعات کره‌ای در نزدیکی سئول، کره جنوبی اداره می‌شود. این مجموعه بر آثار مرتبط با تاریخ و فرهنگ سنتی کره تمرکز دارد و ریشه در کتابخانه سلطنتی دارد که در کاخ چانگ‌دیوک گونگ نگهداری می‌شد. از جمله آثار منحصربه‌فرد این مجموعه می‌توان به کلکسیون بزرگ ایگ‌وه، یا «پروتکل‌های سلطنتی» که موضوعات متنوعی مانند مراسم ازدواج سلطنتی و تکنیک‌های ساخت‌وساز را پوشش می‌دهند، شجره‌نامه‌های سلطنتی دودمان چوسان، مواد نقشه‌نگاری و رمان‌های سنتی کره‌ای نوشته‌شده به خط هانگول اشاره کرد.